# سيجاريلو

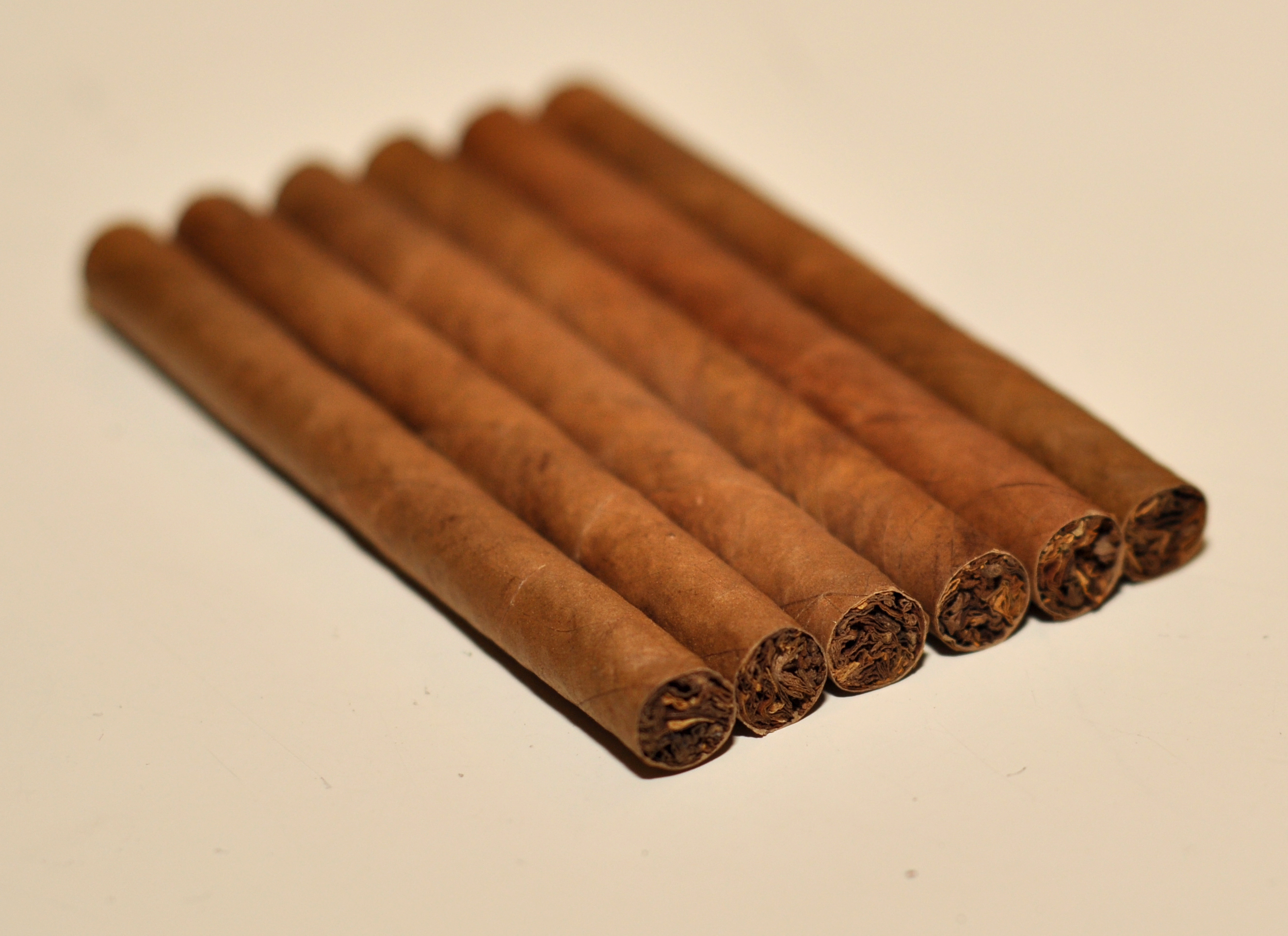
(Café Crème) التي تباع في 115 دولة، هي العلامة التجارية الأكثر مبيعًا للسيجارييو في المملكة المتحدة وفرنسا.

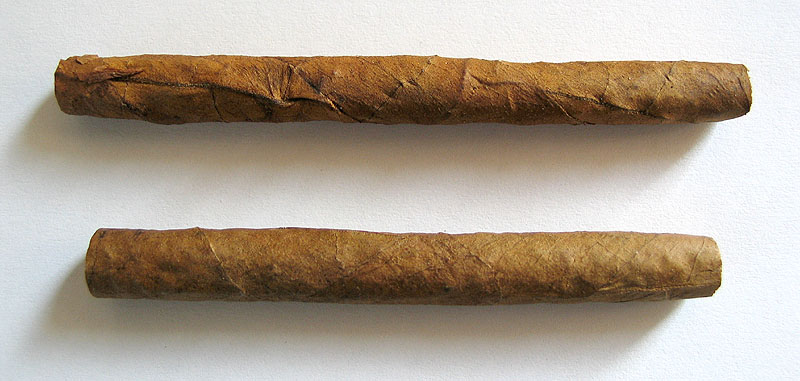
اثنان من السيجارييو. من العلامات التجارية (Cohiba Mini و Dannemann Moods)، والأخيرة هي العلامة التجارية الأكثر مبيعًا في ألمانيا.

السيجاريلّو أو السيجاريّو هو سيجار قصير وضيق. على عكس السجائر الأخرى فإن السيجاريلو يأتي مغلف بأوراق التبغ أو الورق البني الذي يحتوي على التبغ. حجمه أصغر من السيجار المعتاد ولكن غالبًا ما يكون أكبر من السجائر. يُصنع عادةً بدون مرشحات (فلتر)، ومن المفترض أن يتم تدخينه مثل السيجار وعدم استنشاقه (باستثناء المصنوع في هذا النموذج فقط لقضايا ضريبية محددة).
يحتوي السيجارييو على حوالي ثلاثة جرامات من التبغ؛ ويتراوح طوله بين 7 و10 سنتيمترات (3-4 بوصات) ويبلغ قطره حوالي 6-9 ملم، عادةً 8 ملم.
نسبيًا، تحتوي السجائر أقل من واحد جرام من التبغ، ويتراوح طولها حوالي 8 سنتيمترات (3 بوصة) وقطرها حوالي 8 ملم. يتم صنع معظم السيجارييو آليًا، وهذا أرخص من لفها يدويًا. من غير المعتاد أن يتم تخزينه في الهوميدورس- humidors (عبارة عن صندوق أو غرفة يتم التحكم في نسبة الرطوبة فيها)، ويعود السبب جزئيًا إلى أنه يتم تدخينه بكميات كبيرة؛ وبالتالي فإن مدة صلاحيته قصيرة.

## الضرائب
في الولايات المتحدة، تم فرض ضرائب على السيجارييو (والسيجار بشكل عام ) بمعدل أقل من السجائر. في فبراير عام 2009، تم الزيادة من 5 سنتات إلى 40 سنتًا لكل عبوة كجزء من مشروع قانون توسيع SCHIP وبالتالي تم وضع معدل ضريبة مشابه لمعدل الضريبة على السجائر.

## المخاوف الصحية
ومثل بقية منتجات التبغ فإن السيجارييو يشكل خطرًا صحيًا على من يدخنه. في دول البرازيل وأوروغواي وكندا وأستراليا والهند وفي جميع أنحاء أوروبا، يخضعون لذات القوانين التي تتطلب من المصنعيين وضع تحذير صحي على جزء من كل عبوة.
وكما ان سيجار السيجارييو أيضًا لا يجب أن يتم استنشاقه. ونتيجة لذلك، غالبًا ما يُفتَرَض أن السيجارييو بديل صحي للسجائر، ولكن مازالت السلطات الصحية حول العالم تحذر المدخنين من المخاطر التي يشكلونها بسبب وجود الدخان في الفم.